# Concurso Internacional de Composición María de Pablos
El Concurso Internacional de Composición María de Pablos es un certamen anual dedicado a la creación de nuevas obras musicales, orientado a compositoras de todo el mundo, con el objetivo de promover y descubrir nuevos talentos. Fundado en 2018, el concurso tiene lugar en Segovia, España, y lleva el nombre de la compositora María de Pablos. 

## Participación
El certamen está abierto a compositoras de todas las edades, sin restricciones en cuanto a nacionalidad, pero con un énfasis en descubrir y promover a jóvenes compositoras. Las participantes deben presentar obras inéditas, las cuales deben ser compuestas específicamente para instrumentos determinados, que varían en cada edición del concurso. 
Las obras presentadas deben tener una duración específica que generalmente oscila entre los 5 y 15 minutos. Durante el proceso de selección, las obras se someten a una evaluación rigurosa por parte de un jurado calificador compuesto por reconocidas personalidades en el campo de la música contemporánea.

## Premios
El Concurso Internacional de Composición María de Pablos otorga diversos premios, incluidos premios monetarios, a las compositoras ganadoras. La fase final del concurso tiene lugar cada año en el Encuentro Mujeres Músicas María de Pablos, donde se interpretan las obras finalistas en un concierto público.
Las finalistas ceden los derechos de sus obras a la Fundación Don Juan de Borbón para la posible grabación, edición y difusión de videos y retransmisión televisiva de la Fase Final del concurso. Tras la presentación de las tres obras y el estreno absoluto de la obra ganadora en las XXXII Jornadas de Música Contemporánea de Segovia, los derechos se devuelven a las compositoras. 

## Enlaces
- Concurso Internacional de Composición María de Pablos dentro de la web de Fundación Don Juan de Borbón.

- Datos: Q131990648